# Моріяма (Сіґа)

Морія́ма (яп. 守山市, もりやまし, МФА: [moɾʲijama ɕi̥]?) — місто в Японії, в префектурі Сіґа. Розташоване в центральній частині префектури, на південно-східному березі озера Біва, у гірлі річки Ясу.   Виникло на основі постоялого містечка на Середгірському шляху. Отримало статус міста 1970 року. Площа становить 55,73 км². Станом на 1 серпня 2011 року населення складало 77 384  осіб, густота населення — 1390 осіб/км².  Основою економіки є сільське господарство, рибальство, садівництво, харчова промисловість, комерція.  В місті розташовані численні буддистські монастирі та синтоїстське святилище Кацубе. 